# Mariusz Stępiński
Mariusz Stępiński (Sieradz, 12 de maio de 1995) é um futebolista profissional polaco que atua como atacante, atualmente defende o Chievo.

## Carreira

### Widzew Łódź
Stepinski se profissionalizou no Widzew Łódź, em 2011.

### Chievo Verona
Sem espaço no FC Nantes, foi emprestado ao Chievo, em 2017. E assinou em definitivo em 2018.

## Carreira
Mariusz Stępiński fez parte do elenco da Seleção Polonesa de Futebol da Eurocopa de 2016.